# Live at the Old Waldorf (Mike Bloomfield)
Live at the Old Waldorf è un album-raccolta registrato dal vivo in differenti concerti tenuti a San Francisco (tranne il primo brano registrato a Sausalito, California), il disco
fu pubblicato dalla Columbia Records nel settembre del 1998.

## Tracce
1. Blues Medley – 7:45 (a) (R. King, J. Bihari) / b) (E. Hines, B. Eckstein)) – (Registrato al "Record Plant", Sausalito, CA, il 10 novembre 1974)
2. Feel so Bad – 4:26 (Sam Hopkins, Lightnin' Hopkins, Chuck Willis) – (Registrato all' "Old Waldorf" di San Francisco, CA, il 14 marzo 1977)
3. Bad Luck Baby – 5:52 (Nick Gravenites) – (Registrato all' "Old Waldorf" di San Francisco, CA, il 16 maggio 1977)
4. The Sky Is Cryin' – 5:53 (Elmore James) – (Registrato all' "Old Waldorf" di San Francisco, CA, il 16 maggio 1977)
5. Dancin' Fool – 3:49 (Nick Gravenites) – (Registrato all' "Old Waldorf" di San Francisco, CA, il 27 febbraio 1977)
6. Buried Alive in the Blues – 4:55 (Nick Gravenites) – (Registrato all' "Old Waldorf" di San Francisco, CA, il 19 dicembre 1976)
7. Farther Up the Road – 3:16 (Don Robey, Joe Veasey) – (Registrato all' "Old Waldorf" di San Francisco, CA, il 14 marzo 1977)
8. Your Friends – 7:18 (Deadric Malone) – (Registrato all' "Old Waldorf" di San Francisco, CA, il 19 dicembre 1976)
9. Bye, Bye – 4:25 (Nick Gravenites) – (Registrato all' "Old Waldorf" di San Francisco, CA, il 13 marzo 1977)

## Formazione
Brano - # 1
- Mike Bloomfield - chitarra
- Roger Troy - voce, basso
- Mark Naftalin - pianoforte
- Barry Goldberg - organo hammond
- Mark Adams - armonica
- George Rains - batteria

Brano - # 2
- Mike Bloomfield - chitarra
- Bob Jones - voce, batteria
- Mark Naftalin - pianoforte
- Roger Troy - basso

Brano - # 3
- Mike Bloomfield - chitarra
- Nick Gravenites - voce, chitarra ritmica
- Mark Naftalin - pianoforte
- Roger Troy - basso
- Bob Jones - batteria

Brano - # 4
- Mike Bloomfield - chitarra
- Bob Jones - voce, batteria
- Roger Troy - basso
- Musicista non identificato - pianoforte

Brano - # 5
- Mike Bloomfield - chitarra
- Nick Gravenites - voce, chitarra ritmica
- Mark Naftalin - pianoforte
- Roger Troy - basso
- Bob Jones - batteria

Brano - # 6
- Mike Bloomfield - chitarra
- Nick Gravenites - voce, chitarra ritmica
- Mark Naftalin - pianoforte
- Roger Troy - basso
- Bob Jones - batteria

Brano - # 7
- Mike Bloomfield - chitarra
- Roger Troy - voce, basso
- Mark Naftalin - pianoforte
- Bob Jones - batteria

Brano - # 8
- Mike Bloomfield - chitarra
- Roger Troy - voce, basso
- Mark Naftalin - pianoforte
- Bob Jones - batteria

Brano - # 9
- Mike Bloomfield - chitarra
- Roger Troy - basso